# Opel Manta GSe ElektroMOD
Opel Manta GSe ElektroMOD — це оновлений електричний редизайн Opel Manta з передовими технологіями. Він має «піксельний козирок»  і цифрову кабіну. Незвично для електромобіля він має 4-ступінчасту механічну коробку передач. Його основний колір — жовтий, новий фірмовий колір Opel, і цей автомобіль оснащено 2 світлодіодними надтонкими фарами. Це 2-дверне купе з двома основними екранами в салоні. На екрані є спідометр, тахометр і покажчик рівня палива, але він показує рівень заряду, а не паливо. Інший екран — супутникова навігація.
На радіаторній решітці він може відображати «Я на нульовій електронічній місії», «Моє німецьке серце було ЕЛЕКТРИфіковано!» та «Я ЕЛЕКТРОМОД».  Решітка радіатора дуже схожа на Opel Mokka другого покоління та оновлений Opel Crossland.  Це одна з перших моделей під новим суббрендом GSe, і її швидкість обмежена до 150 км/год.
Передня підвіска є більш жорсткою та твердою в передній частині автомобіля, однак задня частина автомобіля має набагато меншу жорсткість, тому є більше зчеплення. Літій-іонний акумулятор на 31 кВт/год розташований трохи вперед від багажника, а в салоні він включає два сидіння спереду та два сидіння ззаду, що робить його чотиримісним. У бардачку  є перемикач для включення рекуперації, а на кермі нічого немає, попри кнопку для клаксона, як на будь-якій машині 1970-х років.

## Історія

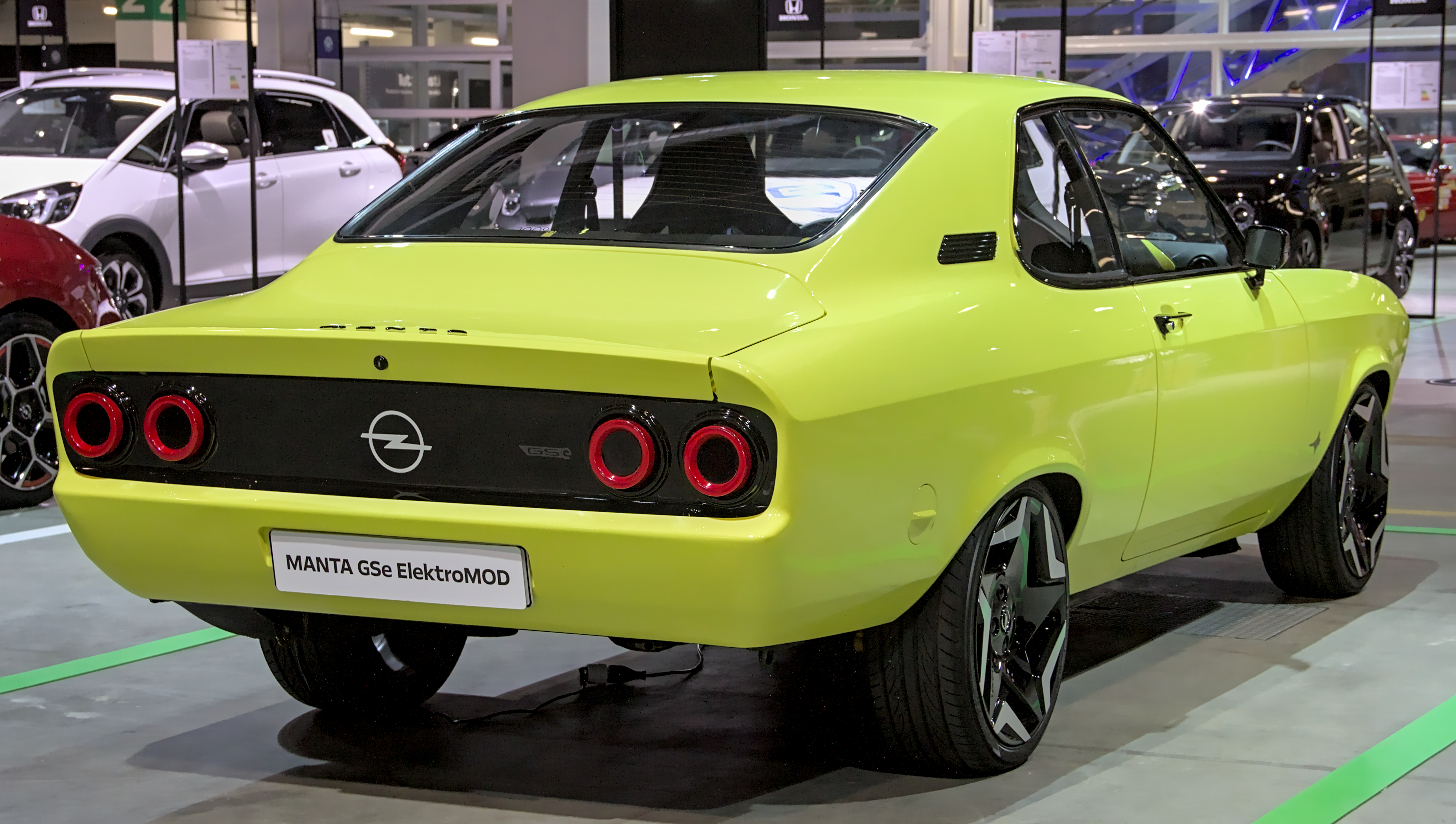
Вид ззаду

Opel Manta GSe ElektroMOD вперше був показаний 15 березня 2021 року  як сучасний електрифікований Opel Manta, а пізніше його було розміщено на офіційному веб-сайті Opel як концепт-кар. Opel Manta продавався з 4-ступінчастою механічною коробкою передач, його називали першим доступним масл-каром у Європі, але припинили виробництво в 1988 році, а електричний концепт Opel Manta був випущений через 33 роки.
Після презентації GSe було показано два нових автомобілі: Opel Manta GSe ElektroMOD і Opel Astra GSe.  Кажуть, що бренд Opel GSi припинить свою діяльність у 2023 році, а суббренд GSe займе верх.